# ミステリー、アラスカ
『ミステリー、アラスカ』（英語: Mystery, Alaska）は、1999年制作のアメリカ映画。日本では劇場未公開。アラスカ州の「ミステリー」という小さな町を舞台にしたアイスホッケーを扱ったスポーツコメディ映画。

## あらすじ
アラスカ州の小さな町「ミステリー」。ここで暮らす人々の娯楽は、夜の楽しみと毎週土曜日に凍った池で行うアイスホッケーの試合。
町の住民全ての注目を集める存在であり、メンバーは憧れの存在である。
10人くらいしか選手はおらず、毎回くじで4人4人にわかれて試合をしている。
ある日、この町にビッグニュースが飛び込んで来る。
かつてこの町を棄てて都会に出ていったチャールズがスポーツジャーナリストとなって、一流スポーツ紙にこの町のアイスホッケーチームを特集した記事を掲載したのだ。さらに、彼はなんとナショナル・ホッケーリーグの名門チームであるニューヨーク・レンジャースを招待し、親善試合を行うというのだ。そして、その模様は全米に生中継されるという。
町長はじめ、町民は期待と不安に大混乱しながらも、地元の保安官でありホッケー選手でもあるジョン・ビービィを中心に準備を進めて行くが…。

## キャスト
※括弧内は日本語吹替
- ジョン・ビービィ - ラッセル・クロウ（山路和弘）
- チャールズ・ダナー - ハンク・アザリア（後藤敦)
- ドナ・ビービィ - メアリー・マコーマック（佐々木優子)
- ウォルター・バーンズ判事 - バート・レイノルズ（田中信夫）
- スコット・ピッチャー町長 -  コルム・ミーニイ (菅生隆之)
- メリージェーン・ピッチャー - ロリータ・ダヴィドヴィッチ（山像かおり）
- ベイリー・プルイット - モーリー・チェイキン（富田耕生)
- マット・“スカンク”・マーデン - ロン・エルダード (家中宏)
- スティーヴィー・ウィークス - ライアン・ノースコット（英語版）（石田彰）
- コナー・バンクス - マイケル・ビュイエ（高瀬右光）
- “ツリー”・レイン - ケヴィン・デュランド（乃村健次）
- ブライアン・“バーディー”・バーンズ - スコット・グライムス（檀臣幸）
- ゲイリン・ウィネトカ - アダム・ビーチ（永井誠）
- “ティンカー”・コノリー - キャメロン・バンクロフト（英語版）（河相智哉）
- ウォルシュ - マイケル・マッキーン（中村秀利）
- マーラ・バーンズ - レイチェル・ウィルソン（英語版）
- ドニー・シュルツォファー - マイク・マイヤーズ
- 本人役 - フィル・エスポジト（長島雄一）
- 本人役 - リトル・リチャード